# Choe Yong-gon
Dans ce nom coréen, le nom de famille, Choe, précède le nom personnel.
Pour les articles homonymes, voir Choe.
Choe Yong-gon (en coréen : 최용건) est un homme politique nord-coréen né le 11 décembre 1951. Il a participé activement aux pourparlers de paix entre la Corée du Nord et du Sud. Il a exercé les fonctions de vice-Premier ministre.
Selon des sources sud-coréennes et anonymes, il aurait été exécuté en mai 2015, après avoir exprimé une divergence d'opinion vis-à-vis de Kim Jong-un en matière de politique forestière. Il avait 63 ans.